# 山本敦久
山本 敦久（やまもと あつひさ、1973年 - ）は、日本の社会学者、スポーツ批評家。専門は、スポーツ社会学、カルチュラル・スタディーズ、身体文化論。成城大学社会イノベーション学部教授。

## 来歴
長野県長野市に生まれる。長野県長野高等学校を経て、筑波大学体育専門学群を卒業した。引き続き大学院に進み、2007年に筑波大学人間総合科学研究科を単位取得退学する。同年より上智大学嘱託講師を務める。
2012年に成城大学准教授となり、2019年に教授に就任した。
2020年現在は、2020年東京オリンピック・2020年東京パラリンピック開催に対する批判的言論を書籍、メディア等で発信している。また、ビッグデータやAIと融合することによって変容する競技とアスリートの身体性に関する研究をおこなっている。

## 著書

### 単著
- 『ポスト・スポーツの時代』岩波書店、2020年

### 共著
- （小笠原博毅との共著）『やっぱりいらない東京オリンピック』岩波書店<岩波ブックレット>、 2019年

### 編著
- 『身体と教養――身体と向き合うアクティブ・ラーニングの探求』ナカニシヤ出版、2016年

### 共編著
- （小笠原博毅との共編）『反東京オリンピック宣言』航思社、2016年
- （田中東子、安藤丈将との共編）『出来事から学ぶカルチュラル・スタディーズ』ナカニシヤ出版、2017年
- （有元健との共編）『日本代表論――スポーツのグローバル化とナショナルな身体』せりか書房、2020年
- （大串哲朗、島崎崇史との共編）『サッカー13の視点――13人の研究者によるアカデミックサッカー講義』創文企画、2020年

### 訳書
- イアン・コンドリー『日本のヒップホップ――文化グローバリゼーションの現場』（上野俊哉、田中東子との共訳）NTT出版、2009年
- ポール・ギルロイ『ユニオンジャックの黒はない――人種と国民をめぐる人種政治』（田中東子・井上弘貴との共訳）月曜社、2017年